# ジャン＝ジャック・ラグランジュ
ジャン＝ジャック・ラグランジュ（Jean-Jacques Lagrange、1929年 ジュネーヴ - ）は、スイスのテレビ演出家、映画監督である。

## 来歴・人物
1929年、スイス・レマン湖畔ジュネーヴに生まれる。大学で社会学を修めたのち、ラジオ・ジュネーヴに入る。1953年から1954年までの20代前半の日々を、「テレヴィジオン・ジュネヴォワーズ」の実験映像班で過ごした。1954年から、ジュネーヴのフランス語テレビ局テレヴィジオン・スイス・ロマンド（TSR）の演出家となり、1994年に定年退職するまで、600を超える番組やテレビドラマ、9本のテレビ映画を演出した。
その傍ら、同局で出会った仲間のアラン・タネールとクロード・ゴレッタ、ミシェル・ステー、ジャン＝ルイ・ロワとともに、1968年、「グループ5 Le Groupe 5」を結成、映画を演出した。ラグランシュは1971年には脱退したが、かわりにイヴ・イェルサンが加入した。
「グループ5」を途中で脱退するほど映画の演出に固執はしていなかったようで、日本ではほとんど知られていない。しかし、ラグランジュがスイステレビ界の創生期からの大黒柱としてTSRの重鎮となっていったことで、タネールやゴレッタ、ステーだけでなく、イェルサンやジャン＝リュック・ゴダール、アンヌ＝マリー・ミエヴィルといったスイスのフランス語圏の映画作家たちの作品に、同局が積極的に共同出資をしていったのは確かである。

## フィルモグラフィー
- Tu auras nom... Tristan　短篇　1964年
- Le Dernier regard de l'aigle　テレビ映画　1979年　共同監督ミシェル・ヴィアラ、出演ヴェロニク・アラン、フランソワ・ベルテ
- Mérette　テレビ映画　1982年　脚本ジャン＝ルイ・ロンコロニ、出演アンヌ・ボス　仏スイス合作
- Le Bout du lac　テレビ映画　1984年　脚本ジャン＝ベルナール・ビユテ
- La Petite fille modèle　テレビ映画　1985年　出演アンヌ・ボス、ダニエル・ダリュー、ローラン・アムステュツ、
- La Confession du pasteur Burg　テレビ映画　1992年　出演ジャン＝マルク・ボリー